# 支払督促
支払督促（しはらいとくそく）とは、日本の民事司法制度の一つであり、債権者の申立てに基づき、債務者に金銭の支払等をするよう督促する旨の裁判所書記官の処分をいう。このような処分を記載した裁判所書記官作成の文書を指すこともある。
旧民事訴訟法では、簡易裁判所の発する「支払命令」という裁判であったが、現行民事訴訟法では書記官の権限となり、名称も変更された。
支払督促は、民事訴訟法第7編（第1章382条～396条の総則および第2章397条～402条の電子情報処理組織による督促手続の特則よりなる）に基づいてなされる。
支払督促のための手続のことを督促手続と呼ぶ。
民事訴訟法については、以下で条名のみ記載する。

## 支払督促の機能
仮執行の宣言を付した支払督促は、後述のとおり、比較的簡易、迅速、低額に取得することができる上、執行文を得ることなく強制執行をすることができる（民事執行法25条ただし書）。このため、貸金業者や信販会社が、取立ての手段として、あるいは、執行不能調書を得て貸倒債権（俗にいう不良債権）を無税償却するために、頻繁に利用している。

## 支払督促の手続（督促手続）

### 当事者
支払督促の手続（督促手続）においては、支払督促を申し立てる者を債権者、債権者が給付義務を負うべき相手方として名指しした者を債務者と呼ぶ。

### 請求債権適格等
支払督促は、金銭その他の代替物または有価証券の一定の数量の給付を請求する場合にのみ、利用することができる（民事訴訟法382条本文）。
また、日本において公示送達によらないで支払督促を送達することができる場合でなければならない（同条ただし書。同法388条3項後段参照）。
これは、大雑把にいえば、債務者が現実に支払督促の存在を認知する可能性を高めて督促異議の申立ての機会を確保するとともに、日本の公的機関が自ら債務者の生活圏内に赴いてその実在を相応の確度で確認した上で送達することにより、制度の濫用に歯止めをかけることを主な狙いとするものである。
金銭その他の代替物等であっても、公法上の法律関係に基づく給付請求については、支払督促の請求債権適格を有しないと解されている（行政事件訴訟法にいう当事者訴訟として扱われる）。

### 管轄
支払督促の申立ては、債務者の普通裁判籍の所在地を管轄する簡易裁判所の裁判所書記官に対してする（民事訴訟法383条1項）。
ただし、事務所または営業所を有する者に対する請求でその事務所または営業所における業務に関するものについての支払督促の申立ては、当該事務所または営業所の所在地を管轄する簡易裁判所の裁判所書記官に対してもすることができるし、手形または小切手による金銭の支払の請求及びこれに附帯する請求については、手形または小切手の支払地を管轄する簡易裁判所の裁判所書記官に対してもすることができる（同条2項）。
これは専属管轄であって、特別裁判籍に関する規定（同法5条～6条の2）や併合請求における管轄に関する規定（同法7条）は支払督促の申立てには適用されない。したがって、例えば主債務者と連帯保証人とに対する請求についても、別個の簡易裁判所の裁判所書記官に支払督促の申立てをしなければならないこともあり得る。
ただ、土地管轄違いの簡易裁判所の裁判所書記官が発した支払督促であっても、督促異議の申立てにより訴訟に移行したときは、督促手続の土地管轄違背を理由として訴訟手続の適法性を争うことはできないと解されているので（最高裁昭和32年1月24日判決民集11巻1号81頁参照）、このような支払督促を発付された債務者は、督促異議の申立てとともに移送の申立てをなすべきことになる。

### 申立書等
支払督促の申立ては、申立書を簡易裁判所の裁判所書記官に提出しなければならない（民事訴訟法384条、133条1項）。
口頭申立て（同法384条、271条）もなし得ると解されてはいるが、実務上は、裁判所書記官が債権者の申立ての趣旨を正確に調書化し得ない危険や、債権者に過剰な助力をしたとの誤解を回避するため、裁判所は定型書式を提供するなどして書面による申立てをするよう誘導しているし、債権者もこれに応じることが多いようである。
支払督促申立書には、当事者（債権者、債務者）及び法定代理人、債権者またはその代理人の郵便番号及び電話番号（ファクシミリの番号を含む。）ならびに請求の趣旨（債権者が債務者に求める給付の具体的内容）および原因（請求の趣旨記載の給付義務を発生させるに足りる事実。いわゆる請求原因）を記載しなければならない（同法384条、133条2項、民事訴訟規則232条、53条4項）。
申立手数料は訴え提起の手数料の半額とされており（民事訴訟費用等に関する法律3条1項、別表第一10項）、申立書等に収入印紙を貼って納めなければならない（同法8条本文。ただし、手数料の額が100万円を超える場合は現金をもって納めることができる（民事訴訟費用等に関する規則4条の2第1項））。
また、債権者は、支払督促正本の債務者への送達等に充てるための費用として、裁判所書記官が定める概算額の郵便切手等（一部の裁判所では現金）を予納しなければならない（同法11条、12条1項、13条、13条の2第1号）。

### 申立ての審査
支払督促の申立てが前述した請求債権適格等や管轄に違反するとき、または申立ての趣旨から請求に理由がないことが明らかなとき（例えば、衆議院解散により議員の地位を失った者が、天皇に対し、内閣の助言と承認を得ないで衆議院を解散したという不法行為に基づき、得ることができたはずの議員歳費等の損害賠償の支払を求める支払督促の申立て）は、その申立ては却下される（民事訴訟法385条1項前段）。請求の一部に支払督促を発することができない部分があれば、その部分についても同様である（同項後段。例えば、連帯の特約のない2名の保証人全員に対し、それぞれ主債務全額の支払を求める支払督促の申立て）。
債権者が申立手数料や予納郵便切手等を納付しない場合も、支払督促の申立ては却下される（同法384条、138条2項、137条1項、2項、民事訴訟費用等に関する法律6条、民事訴訟法140条）。
この却下処分に対する異議の申立て（同法121条）は、却下処分の告知（同法385条2項。実務上は送達）を受けた日から1週間以内にしなければならない（同条3項）。
支払督促の申立てが適法であれば、裁判所書記官は、債務者の意見を聴かないで支払督促を発する（同法386条1項）。支払督促には、請求債権の給付を命ずる旨、請求の趣旨及および原因ならびに当事者および法定代理人が記載されるとともに、仮執行宣言の予告もなされる（同法387条）。
支払督促は、債務者に送達（同法388条1項）された時に、その効力を生ずる（同条2項）。

### 督促異議
支払督促に対して、債務者は、異議を申し立てる（「督促異議の申立て」）ことにより、手続を訴訟手続へと移行させることができる。債権者が主張する請求原因に異論があったり、請求債権の存在自体には異論がなくとも手元資金の不足により一括弁済が困難であったりする債務者は、督促異議を申し立てて訴訟手続の中で改めて言い分を述べることになる。
もっとも、督促異議の申立てに当たってその理由を開示する必要はなく、支払督促により命ぜられた支払の全部または一部を直ちに履行することはできない旨を、支払督促を発した裁判所書記官が所属する簡易裁判所（民事訴訟法386条2項）に申し立てるだけでよい。ただ、審理促進のためとして、言い分の骨子を明らかにするよう求められることが多い。
後述する仮執行の宣言前に適法な督促異議の申立てがあったときは、支払督促は、その督促異議の限度で効力を失う（同法390条）。
仮執行の宣言後、仮執行宣言付支払督促の送達を受けた日から2週間が経過するまでの間に適法な督促異議の申立てがあったときは、手続が訴訟へと移行するだけで、支払督促は効力を失わないから、債権者は、移行後の訴訟が係属中であっても、いつでも強制執行の手続をとることができる。債務者は、強制執行が開始された場合は、裁判所が定める請求金額の3分の1ほどの担保を供託などして、強制執行停止決定を係属中の裁判所から得る必要がある。
仮執行宣言付支払督促の送達を受けた日から2週間が経過したときは、督促異議の申立てをすることができない（同法393条）。この場合は、民事執行法の請求異議の訴えで争うほかないし、同時に強制執行停止決定を得る必要がある。

### 仮執行宣言およびその効果
債務者が支払督促の送達を受けた日から2週間以内に督促異議の申立てをしないときは、裁判所書記官は、債権者の申立てにより、支払督促に手続の費用額を付記して仮執行の宣言をしなければならない。ただし、その宣言前に督促異議の申立てがあったときはこの限りではない（民事訴訟法391条1項）。
仮執行宣言が付された支払督促は確定判決と同一の効力を有し（民事訴訟法396条）、民事執行法上の債務名義となる（民事執行法22条4号）ので、仮執行の宣言が債務者に送達されたときには、執行文の付与を経なくても、強制執行が可能である（同法25条ただし書、29条）。

## 電子情報処理組織による申立て
民事訴訟法第7編 第2章 電子情報処理組織による督促手続の特則（397条～402条）の規定に基づき、支払督促オンラインシステムが稼動しており、電子的手段で支払督促の申立てを行うことができる。

## 支払督促に関連する社会問題
架空請求詐欺に絡んで支払督促を不当な請求に悪用する事例や、裁判所を騙って支払督促の手続を装って被害者を威圧する事例が確認されている。

### 根拠のない請求に用いる事例
支払督促を詐欺（架空請求詐欺）に利用する例が知られている。前述のとおり、支払督促は、形式的な要件が整っていれば、債権者の主張の真偽を審査せずに発付され、発付前に債務者の言い分を聞くことはない。これに則り詐欺の加害者が虚偽の債務を申し立てる一方で、債務者（詐欺の被害者）側の立場では、裁判所から前触れなく突然に弁済を「命令」され、その「命令」は確定していて覆せないものと誤解して唯々諾々と支払ってしまうことがある。また、督促異議の申立てにより反論可能なことを理解できなかったり、どのように反論してよいか迷っているうちに督促異議申立期間を徒過して法的に債務が確定してしまうことがある。裁判所から正式の命令が発布されるのと平行して加害者が被害者に接触し、裁判所の命令が出ている事実を根拠に債務の弁済に同意させることもある。

### 支払督促の手続を装う事例
その一方で、架空請求詐欺で被害者に支払を強要する方便として、加害者が裁判所を騙り、支払督促を発付する旨の文書を偽造して送りつけることがある。2007年初頭には、民事訴訟法が改正されたと虚偽の説明を行い、これにより特別送達を電子メールで送付できることとなった、また、電子メールアドレスを使用する者を暫定債務者と裁判所が認定する、と説明して、支払督促を電子メールで送りつけて、それを受け取った者が支払義務を負うとして、所定銀行口座に弁済金を振り込むように要求するものが確認されている。

### NHKによる利用
2006年以降、日本放送協会が支払督促を申し立てて滞納受信料の回収を図っていることが世論の関心を集めている。折から、同協会の職員が予算を私的用途に流用していたことが発覚していたため、内部統制も未確立であるのに強制的な取立てをするのは道義に反するという批判がある。また、理論的な観点から、同協会自身が受信料は行政法学上の公用負担の一種である負担金（金銭給付義務である人的公用負担）としているのであるから、公法上の法律関係の履行を私法上の制度である支払督促により強制し得るのかという批判もある（もっとも、東京簡易裁判所は支払督促を発付した。）。